# Spartak Milano Floorball
L'ASD Spartak Floorball Milano, conosciuta anche come Spartak Milano Floorball e spesso abbreviata in Spartak Milano, è una società italiana di floorball nata nel 2016 e con sede nella città di Milano. È una società sportiva dilettantesca affiliata alla FIUF (Federazione Italiana Unihockey/Floorball) e ogni anno partecipa ai campionati italiani nelle categorie di campo piccolo e grande, fornendo diversi atleti per le selezioni nazionali, dalle giovanili a quella maggiore.

## Storia
L'ASD Spartak Floorball Milano nasce dalle ceneri dello storico QT8 Hockey Milano, una delle prime formazioni di floorball in Italia. Il team milanese, il cui nome deriva dal noto quartiere del capoluogo lombardo, è stato uno degli 8 club che ha dato vita nel 2001 alla Federazione Italiana Unihockey Floorball. Conosciuto anche con il nickname "Vultures", il QT8 Hockey Milano nasce a metà degli anni '90 (per diventare ufficialmente una ASD nel 2000) dall'iniziativa di due studenti dell’Istituto Tecnico Nando Moreschi di Milano: Enzo Mallano e Marco Santoriello.
I due amici, che avevano conosciuto il floorball durante le ore di educazione fisica, continuano negli anni a giocare a questo sport riuscendo a coinvolgere sempre più appassionati: le prime partitelle si giocavano con stecche da hockey e quattro bottiglie di Coca-Cola come porte in un piccolo campo di cemento nato per il pattinaggio su rotelle, presso la fermata della metropolitana QT8 (da cui il nome della squadra).
Nel 1999 a Bologna il QT8 Milano partecipa al suo primo torneo italiano giocando però sempre con i bastoni da hockey, a differenza delle altre squadre, già fornite di stecche da floorball. La fondazione ufficiale della società risale al 22 Ottobre del 2000 e nello stesso anno disputa anche il suo primo campionato italiano. I soci fondatori furono: Emiliano Peviani, che fu il primo presidente della società, Enzo Mallano, Marco Santoriello, Marco Aliprandi, Luca Turati, Angelo Franzone, Davide Santoriello ed Alessandro Longo. Il QT8 Hockey Milano vincerà il campionato su Campo Piccolo nella stagione 2003/04.
Il 3 Settembre 2016 con un post sulla propria pagina Facebook, il QT8 Hockey Milano Vultures comunica di aver cessato ogni attività e che i suoi giocatori continueranno a giocare in una nuova squadra, l'attuale ASD Spartak Floorball Milano.

## Origine del nome e colori sociali

### Nome
La società deriva il suo nome dallo schiavo romano ribelle Spartaco (e non dai famosi guerrieri spartani), il gladiatore condottiero che guidò la rivolta degli schiavi contro Roma nella Terza guerra servile. Spartak è il nome in russo del gladiatore ed è stato spesso usato da società sportive di tipo cooperativistico nell'ex Unione Sovietica. Il simbolo principale della società sono le catene spezzate, icona di libertà e richiamo proprio delle gesta dello schiavo trace. Anche il Duomo di Milano e l'elmo da gladiatore sono simboli usati spesso nelle varie iniziative promozionali della società.

### Stemma
A partire dalla sua fondazione, lo stemma che riporta il nome della società è caratterizzato dal disegno in primo piano di una mazza da floorball che colpisce una pallina spezzando delle catene. Sullo sfondo è presente la figura stilizzata del Duomo di Milano in campo bianco e blu. Lo stemma è opera dell'attuale allenatore-giocatore Marco Giuzzi.

### Colori
I colori ufficiali dello Spartak Floorball Milano sono il bianco e il blu e riprendono quelli utilizzati dalla vecchia società QT8 Milano. La prima divisa ufficiale è composta da una maglia di colore bianca a maniche corte blu attraversata da una banda verticale verde-bianca-rossa (i colori della bandiera italiana), pantaloncini e calzettoni blu. La seconda divisa presenta colori invertiti: maglia blu a maniche corte bianche, banda tricolore, pantaloncini e calzettoni bianche. Le grafiche presenti su entrambe le divise sono caratterizzate da un disegno stilizzato della facciata del Duomo di Milano e dalle catene spezzate.

## Rosa Stagione 2024/25

### Portieri
- Alessio Casamassima
- Fabio Sicchiero
- Luca Catanzaro

### Difensori
- Marco Affò
- Andrea Bortolozzi
- Andrea Argenta
- Andrea Koschitz
- Marco Giuzzi

### Attaccanti
- Luigi Zinni
- Andrea Ponti
- Vasco Di Libero
- Davide Brambilla
- Davide Fornari
- Matteo van de Loo
- Riccardo Ripamonti